# Cornwall Aces
Die Cornwall Aces waren ein kanadisches Eishockeyfranchise der American Hockey League aus Cornwall, Ontario. Die Spielstätte der Aces war die Ed Lumley Arena. 

## Geschichte
Die Cornwall Aces wurden 1993 als AHL-Farmteam der Québec Nordiques aus der National Hockey League gegründet. Das Team entstand durch die Umsiedlung und Umbenennung des Franchise, das in Halifax, Nova Scotia zuvor als Halifax Citadels in der AHL antrat. Bereits in ihrer ersten Saison konnten sich die Cornwall Aces für die Playoffs qualifizieren, wo sie erst in der dritten Runde an den Moncton Hawks scheiterten. Auch die folgende Spielzeit verlief ähnlich erfolgreich, als erneut der Einzug in die dritte Runde gelang, allerdings scheiterte man erneut. In der letzten Runde vor den Finalspielen verlor Cornwall in der Serie mit 0:2 gegen die Fredericton Canadiens. In ihrer letzten Saison, in der sie als Farmteam für das umgesiedelte und in Colorado Avalanche benannte Franchise antraten, schieden die Aces in der zweiten Playoff-Runde aus und konnten nicht an die Erfolge der ersten beiden Spielzeiten anknüpfen. 
Im Anschluss an die Saison 1995/96 wurde das Franchise der Cornwall Aces zunächst stillgelegt, da sich Colorado auf die Zusammenarbeit mit seinem anderen AHL-Farmteam, den Hershey Bears, konzentrierte. Nachdem die Rechte an den Cornwall Aces drei Jahre lang ruhten, wurde das Franchise 1999 von den Pittsburgh Penguins aufgekauft, die es nach Wilkes-Barre umsiedelten und unter dem Namen Wilkes-Barre/Scranton Penguins als ihr neues Farmteam weiterführten.

## Saisonstatistik
Abkürzungen: GP = Spiele, W = Siege, L = Niederlagen, T = Unentschieden, OTL = Niederlagen nach Overtime SOL = Niederlagen nach Shootout, Pts = Punkte, GF = Erzielte Tore, GA = Gegentore, PIM = Strafminuten
| Saison  | GP  | W   | L   | T  | OTL | SOL | Pts | GF  | GA  | Platz       | Playoffs |
| 1993/94 | 80  | 33  | 36  | 11 | —   | —   | 77  | 294 | 295 | 3., South   | 1. Runde: Sieg, 4:0 gg. Hamilton; 2. Runde: Sieg, 4:3 gg. Hershey; 3. Runde: Niederlage, 0:2 gg. Moncton       |
| 1994/95 | 80  | 38  | 33  | 9  | —   | —   | 85  | 236 | 248 | 2., South   | 1. Runde: Sieg, 4:2 gg. Hershey; 2. Runde: Sieg, 4:2 gg. Binghamton, 3. Runde: Niederlage, 0:2 gg. Fredericton |
| 1995/96 | 80  | 34  | 34  | 7  | 5   | —   | 80  | 249 | 251 | 4., Central | 1. Runde: Sieg, 3:1 gg. Albany; 2. Runde: Niederlage, 0:4 gg. Rochester                                        |
| Gesamt  | 240 | 105 | 103 | 27 | —   | —   | 242 | 779 | 794 |             | 3 Playoff-Teilnahmen 8 Serien: 5 Siege, 3 Niederlagen 35 Spiele: 19 Siege, 16 Niederlagen                      |

## Team-Rekorde

### Karriererekorde
Spiele: 218  Éric Veilleux
Tore: 75  René Corbet
Assists: 82  Mike Hurlbut
Punkte: 145  René Corbet
Strafminuten: 490  Paxton Schulte

## Bekannte ehemalige Spieler
- Paul Brousseau
- René Corbet
- Jon Klemm
- Dwayne Norris
- Garth Snow
- Todd Warriner
- Brad Werenka